# Красников, Александр Алексеевич
Александр Алексеевич Красников (род. 8 октября 1950 года, станица Егорлыкская, Ростовская область) — советский и российский военный деятель, генерал-майор инженерных войск, начальник инженерных войск Северо-Кавказского военного округа (1995—2009). Герой Российской Федерации (2000).

## Награды
- Герой Российской Федерации (26 апреля 2000 года, медаль № 637),
- орден " Красной Звезды"
- орден Мужества - 31.12.1994
- орден  " За военные заслуги " - 4.8.1995
- орден «За заслуги перед Отечеством» IV степени - 22.11.1999
- орден  Почёта - 2011
- орден  " Атамана Платова " - 28.11.2013
- знак отличия " За заслуги перед г. Ростовом-на-Дону " - 2014
- медалями